# Chris Glaser
Chris Glaser (* 3. Oktober 1950) ist ein US-amerikanischer Theologe, Geistlicher und Autor.
Nach seiner Schulausbildung studierte Glaser an der Yale University und erhielt 1977 den Master of Divinity. Glaser diente nach dem Ende seiner Universitätsausbildung als Direktor am Lazarus-Projekt, einer Organisation zwischen der Presbyterian Church (USA) und der LGBT-Community.
Von 1976 bis 1977 war Glaser Mitglied der Task Force, die von der Presbyterian Church mit der Erstellung eines Berichts zur Homosexualität beauftragt war; schon zu diesem Zeitpunkt war Glaser offen schwul. Die Ablehnung des Abschlussberichts des Task-Force-Berichtes durch die Presbyterian Church bedeutete für Glaser, dass er nicht zum Pfarrer ordiniert werden konnte, obwohl er weiter als Gemeindeältester bzw. Presbyter dienen durfte.
Am 1. November 2006 wurde Glaser als Pastor der Gemeinde „Christi Bund“ in der Metropolitan Community Church (MCC) in San Francisco eingesetzt, nachdem er zuvor schon Interimspfarrer einer MCC-Gemeinde in Decatur (Georgia) war.

## Schriften
Glaser ist ein führender Autor im Themengebiet Queer-Theologie.
Seine Werke umfassen unter anderem:
- Uncommon Calling. 1988.
- Come Home! 1990.
- Coming Out to God. 1991.
- The Word Is Out. 1994.
- Coming Out as Sacrament. 1998.
- Communion of Life-Meditations for the New Millennium. 1999.
- Reformation of the Heart. Seasonal Meditations by a Gay Christian. 2001.